# Liberté, Égalité, Fraternité

Delacroix ikonikus festménye, A Szabadság vezeti a népet (1831)

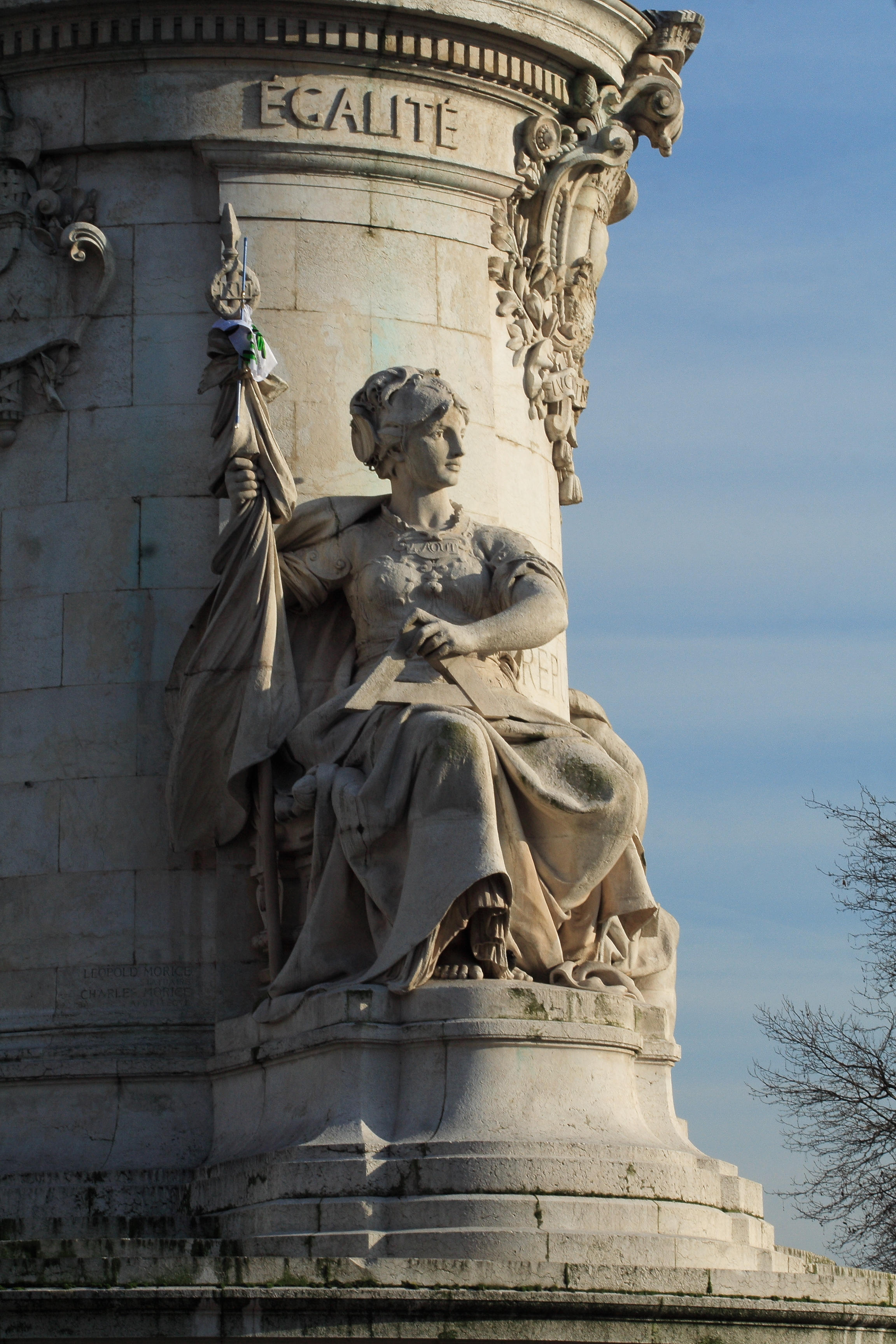
Égalité szobra Párizsban a Köztársaság téren

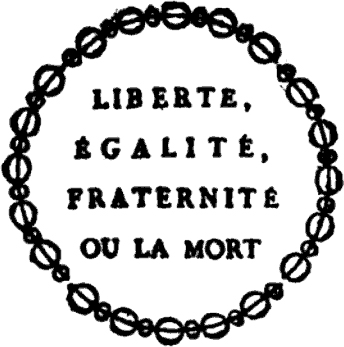
A jelszavak egy korabeli plakáton, ami a biens nationaux (nemzeti javak) programját (1793) hirdette (egyházi javak államosítása és kiárusítása). Az eleinte hozzátett „...vagy halál” (ou la mort) végződést a jakobinus diktatúra után elhagyták, mivel a jakobinus terror után mindenki arra asszociált

„Liberté, Égalité, Fraternité” (magyarul: „Szabadság, egyenlőség, testvériség”) a Francia Köztársaságnak az alkotmány 2. pontjába foglalt nemzeti mottója, amely az 1789. július 14-én kezdődött francia forradalom Liberté, égalité, fraternité, ou la mort!  („Szabadság, egyenlőség, testvériség, vagy halál!”) jelmondatából származik.

## Liberté
A francia köztársasági jelmondat első szava, a liberté (szabadság), eredetileg abszolút liberális értelemben fogant. Az 1789. évi Emberi és polgári jogok nyilatkozata a következőképpen fogalmazza meg: "A szabadság lényege, hogy azt tehetjük, ami nem árt mások jogainak." "Szabadon élni, halni" – volt a köztársaság egyik leggyakrabban használt jelmondata. Maximilien de Robespierre kormányzása alatt a szabadság azok részére volt megadva, akik hatalmon voltak: "Nincs szabadság a szabadság ellenségeinek" volt a nagy terror legfőbb jelmondata.

## Égalité
A köztársaság mottójának második eleme, az égalité (egyenlőség) szó arra utal, hogy a törvény előtt mindenki egyenlő, a származás és a társadalmi helyzet szerinti megkülönböztetést eltörölték, és hogy mindenkit aszerint ítélnek meg, hogy milyen eszközökkel járul hozzá az állam kiadásaihoz.

## Fraternité
A köztársaság mottójának harmadik elemét, a testvériséget (fraternité) a következőképpen határozták meg a III. esztendei (1795) alkotmány bevezetőjében foglalt emberi és polgári jogok és kötelességek nyilatkozatában: "Ne tégy olyat mással, amit nem akarsz, hogy más tegyen meg veled; tégy mindig olyan jót másokkal, amit magad is szeretnél."